# Amman
Amman (tiếng Ả Rập: عمّان ʻammān, phát âm [ʕamːaːn]) là thủ đô và thành phố lớn nhất của Jordan, và là trung tâm kinh tế, chính trị và văn hóa của đất nước này., Amman tọa lạc ở miền trung-bắc Jordan, giữ cả vai trò tỉnh lỵ tỉnh Amman. Thành phố có dân số 4.007.526 người và diện tích 1.680 kilômét vuông (648,7 dặm vuông Anh). Ngày nay, Amman là một trong những thành phố Tây hóa và tự do nhất thế giới Ả Rập. Đây là một trong các địa điểm du lịch nổi tiếng trong vùng, nhất là với du khách Ả Rập và châu Âu.
Dấu vết đầu tiên về sự cư ngụ của con người xuất hiện trong khu vực 'Ain Ghazal, một khu vực với những di chỉ từ thời đồ đá mới. Sau đó nơi này trở thành "Rabbath Ammon", thủ phủ của người Ammonit, rồi thành "Philadelphia", và cuối cùng là Amman. Thành phố ban đầu được xây trên bảy quả đồi, nhưng nay đã lan rộng ra 19 quả đồi, với 27 quận. Những tiểu vùng của Amman hoặc là được lấy tên từ ngọn đồi (Jabal) hoặc là từ thung lũng (Wadi) mà chúng nằm trên, như Jabal Lweibdeh và Wadi Abdoun. Đông Amman chủ yếu gồm các di tích lịch sử và là nơi đa số các hoạt động văn hóa diễn ra, còn Tây Amman thì hiện đại hơn và là nơi tập trung hoạt động kinh tế.
Với khoảng 2 triệu lượt khách viếng thăm năm 2014, Amman là thành phố được tham quan nhiều thứ 93 trên thế giới và thứ 5 trong thế giới Ả Rập. Amman có nền kinh tế phát triển tương đối nhanh, và được xem là một đô thị Beta− trên GaWC. Cùng với Doha và Dubai, đây là một trong các địa điểm miền Trung Đông thường được các công ty đa quốc gia lựa chọn để đặt chi nhánh.

## Tên gọi
Tên gọi Amman xuất hiện vào thế kỷ 13 khi người Ammonit đặt nó tên "Rabbath Ammon", trong đó Rabbath có nghĩa là "thủ đô" hay "phố của vua". Theo thời gian, "Rabbath" được lượt bỏ đi và thành phố chỉ còn tên "Ammon". Ảnh hưởng của những nền văn minh từng chinh phục thành phố dần dần đổi "Ammon" thành "Amman". Trong Kinh Thánh Hebrew, nó được gọi là "Rabbat ʿAmmon" (tiếng Hebrew Kinh Thánh: רבת עמון, tiếng Hebrew Tiberias Rabbaṯ ʿAmmôn). Tuy nhiên, Ptolemaios II Philadelphos, vua của Ai Cập thuộc Hy Lạp, người từng cai trị nơi đây từ năm 283 đến 246 TCN, đã đặt cho thành phố cái tên "Philadelphia" (tiếng Hy Lạp cổ: Φιλαδέλφεια).